# Infomobilità
Con l'espressione infomobilità si intende l'uso di tecnologie dell'informazione a supporto della mobilità e degli spostamenti di persone e merci.
Grazie allo sviluppo di dispositivi e strumenti informatici avvenuto negli ultimi anni, accompagnato alla rapida diffusione dei sistemi di navigazione satellitare basati sul GPS, le informazioni relative alla mobilità ed alle sue componenti relative a persone (traffico stradale) e merci (logistica) sono trattate in modo sempre più completo, diffuso ed accessibile a tutti. Il tema è naturalmente strettamente legato allo sviluppo delle cosiddette smart city.
L'infomobilità aiuta quindi, ad esempio, sia i normali cittadini che si muovono nel traffico (in auto, moto, o anche in bici ed a piedi), sia coloro che devono utilizzare mezzi di trasporto pubblico (con informazioni in tempo reale sull'andamento di autobus e treni, o sulla localizzazione delle fermate), che gli operatori della logistica e del trasporto postale e delle merci. Le informazioni possono essere inviate all'utenza in modo diffuso (es. con pannelli a messaggio variabile in autostrada), o può essere l'utente stesso ad accedervi in base alle proprie necessità (es. informazioni sul traffico, ricerca di un parcheggio) o alla propria situazione specifica (es. da casa attraverso il web, o in mobilità attraverso un dispositivo mobile ecc.).
Esistono numerose tecniche di infomobilità:
- SMS per segnalazioni sul traffico della rete stradale;
- sistemi elettronici per il pagamento degli accessi in una zona a traffico limitato;
- navigatori satellitari per la ricerca del migliore percorso;
- portali web e display informativi;
- pannelli a messaggio variabile;
- applicativi su palmari (come le applicazioni per iPhone: iGRA Traffic, Hway Traffic, Urban Traffic);
- sistemi come Google Transit, per l'informazione all'utenza su linee ed orari dei servizi di trasporto pubblico.

Con la diffusione degli smartphone come l'iPhone o quelli dotati di sistema operativo Android sono inoltre state create numerose applicazioni di infomobilità fruibili direttamente da cellulare, come ad esempio quelle per il monitoraggio dell'andamento dei treni, per la navigazione in auto via GPS, per la verifica in tempo reale degli orari degli autobus e per l'utilizzo dei sistemi di bike sharing. Attualmente vi sono inoltre numerosi portali, che puntano a realizzare un unico punto di riferimento, come ad esempio siti che ospitano gli orari degli autobus a livello nazionale ed internazionale.